# 베트남 국민당

1929년에서 부터, 1945년까지 쓰였던 비엣꾸옥의 당기

비엣 남 꾸옥 전 당 (Việt Nam Quốc Dân Đảng, 베트남 國民黨,  베트남 국민당, 약칭: 월국 (Việt Quốc))은 과거 베트남의 우익정당이며, 현재는 해외에 이전하는 망명정당이다. 프랑스로부터의 독립과 혁명을 목적으로 했다. 1975년, 사이곤 함락과 베트남탈출로 인해 미국 캘리포니아로 당사를 옮겼다.
1927년 12월 25일, 중국국민당을 모범으로 삼아, 하노이를 중심으로 베트남북부의 지식인들이 창당하였다. 비엣꾸옥의 성향은 중도우파에서 우익까지 다양하였으며, 주로 베트남 민족주의, 반공주의, 일부 민주사회주의를 따랐다. 또한, 베트남 국민당은 중국국민당을 모델로 삼아, 중국국민당의 삼민주의를 표방하는데, 비엣꾸옥은 또한 상징색 또한 중국국민당과 일치하였으며, 당기나 로고도 중국국민당과 유사하며, 정치적 스펙트럼도 중국국민당과 유사하다.
월국은 하노이에서 창당, 후에 사이곤으로 중앙당사를 옮겼다가, 사이곤 함락과 남베트남 정부의 멸망으로인해 자유 베트남정부와 함께 미국 캘리포니아로 망명하여 현재는 웨스트민스터에 중앙당사가 있으며, 띠엥전이라는 당보를 발간하고있다.
현재 베트남 사회주의 공화국의 공산주의 체제를 반대하며, 친남베트남 성향을 보이고있으며, 당의 연설회나 집회때 당기와함께 남베트남국기를 걸어놓기도한다.